# Суперкубок Бельгії з футболу 1985
Суперкубок Бельгії з футболу 1985 — 7-й розіграш турніру. Гра відбулася 5 серпня 1985 року між чемпіоном Бельгії клубом «Андерлехт» та володарем кубка Бельгії клубом «Серкль» (Брюгге). 
| Володар Суперкубка Бельгії 1985 |
| ------------------------------- |
|                                 |
| «Андерлехт» Перший титул        |

## Матч

### Деталі
| 5 серпня 1985 |

| «Андерлехт» | 2:1 | «Серкль» (Брюгге) |
| ----------- | --- | ----------------- |
|             |     |                   |

| Констант Ванден Сток, Андерлехт |